# Onthophagus posticicornis
Onthophagus posticicornis là một loài bọ cánh cứng trong họ Bọ hung (Scarabaeidae).